# Grossoseta johnsoni
Grossoseta johnsoni är en tvåvingeart som först beskrevs av Kessel 1961.  Grossoseta johnsoni ingår i släktet Grossoseta och familjen svampflugor. Inga underarter finns listade i Catalogue of Life.